# Рихардс Куксикс
Рихардс Куксикс (лет. Rihards Kuksiks; Рига, 17. јул 1988) је летонски кошаркаш. Игра на позицији бека.

## Биографија
У периоду од 2007. до 2011. похађао је амерички колеџ Аризона Стејт. Сениорску каријеру ипак је започео у Европи и то у екипи Валенсије за коју је играо у сезони 2011/12. Наредну сезону започео је у клубу Сан Себастијан Гипускоа, али је у јануару 2013. прешао у Будивељник са којим је те године освојио украјинско првенство. У јануару 2014. први пут је као сениор заиграо у неком клубу из родне Летоније потписивањем уговора са ВЕФ Ригом. Током сезоне 2014/15. наступао је за три клуба. Сезону је почео у литванском Јекабпилсу, затим у јануару 2015. прелази у Автодор Саратов, где се задржава само месец дана, да би од фебруара 2015. до краја сезоне наступао за Нижњи Новгород. Сезону 2015/16. је почео у румунском Питештију, али 6. новембра 2015. прелази у италијански Варезе до краја сезоне. У септембру 2016. је постао члан Вентспилса али је већ у децембру исте године напустио клуб.
Играо је за сениорску репрезентацију Летоније на Европским првенствима 2011. и 2013. године.

## Успеси

### Клупски
- Будивељник:
  - Првенство Украјине (1): 2012/13.